# Shane Richards
Shane Richards (ur. 5 marca 1995 w Nowym Jorku) – amerykański koszykarz, występujący na pozycji rzucającego obrońcy lub niskiego skrzydłowego.

## Kariera zawodowa
Pochodzi z Nowego Jorku. Grał przez cztery sezony w lidze NCAA. Reprezentował uczelnię Manhattan. W sezonie 2015/2016 zdobywał średnio 17 pkt na mecz i notował po 4 zbiórki. Natomiast w całej karierze akademickiej notował średnio ponad 6 prób na mecz (na łącznie ok. 8 rzutów), trafiając ze skutecznością 39%, a nawet miał też sezony powyżej 40%.
Ostatni sezon spędził w Rio Grande Valley Vipers, jako zespół z NBA G League – bezpośredniego zaplecza Houston Rockets. W tym zespole wystąpił w 32 spotkaniach, przeważnie jako rezerwowy. Przez średnio 14 minut notował 6,2 punktu na mecz, trafiał dobre 40,3% trójek.
Specjalizuje się w rzutach z dystansu ze skutecznością około 40 procent.
22 listopada 2018 został zawodnikiem Spójni Stargard.

## Osiągnięcia

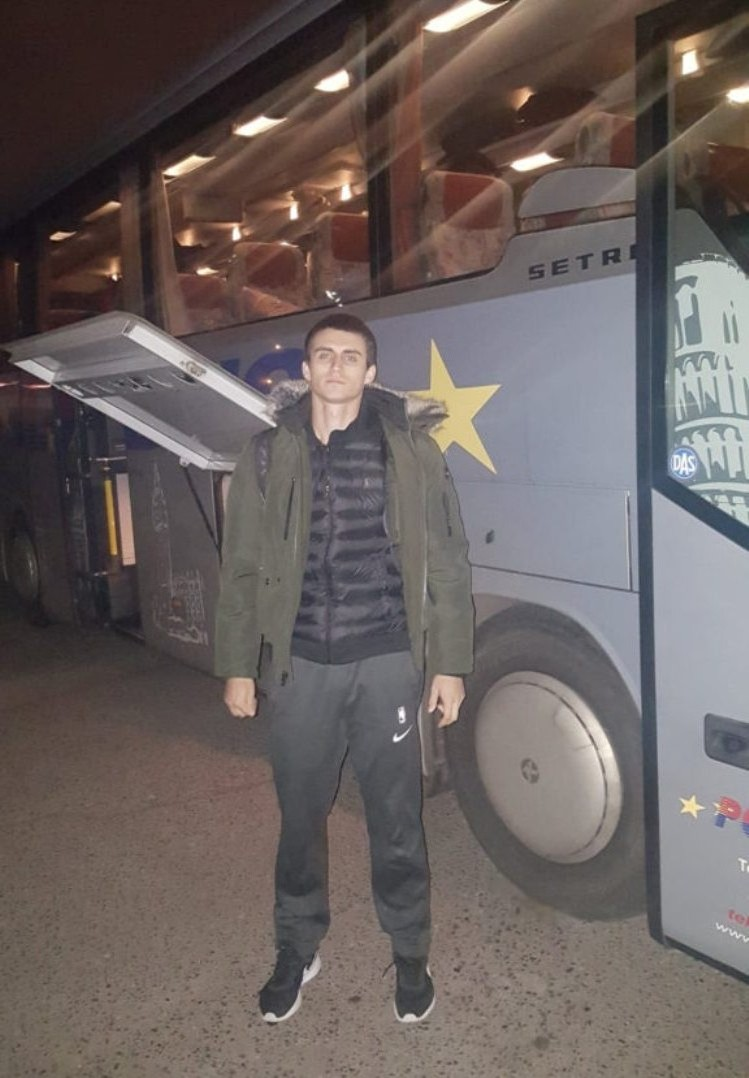
Shane Richards

Stan na 23 listopada 2018, na podstawie, o ile nie zaznaczono inaczej.
- Uczestnik turnieju NCAA (2014, 2015)
- Mistrz turnieju konferencji Metro Atlantic Athletic (MAAC – 2014, 2015)
- Debiutant roku MAAC (2013)
- Zaliczony do:
  - I składu:
    - MAAC (2016)
    - turnieju:
      - MAAC (2015)
      - Hall of Fame Tip-Off Springfield Bracket (2015)

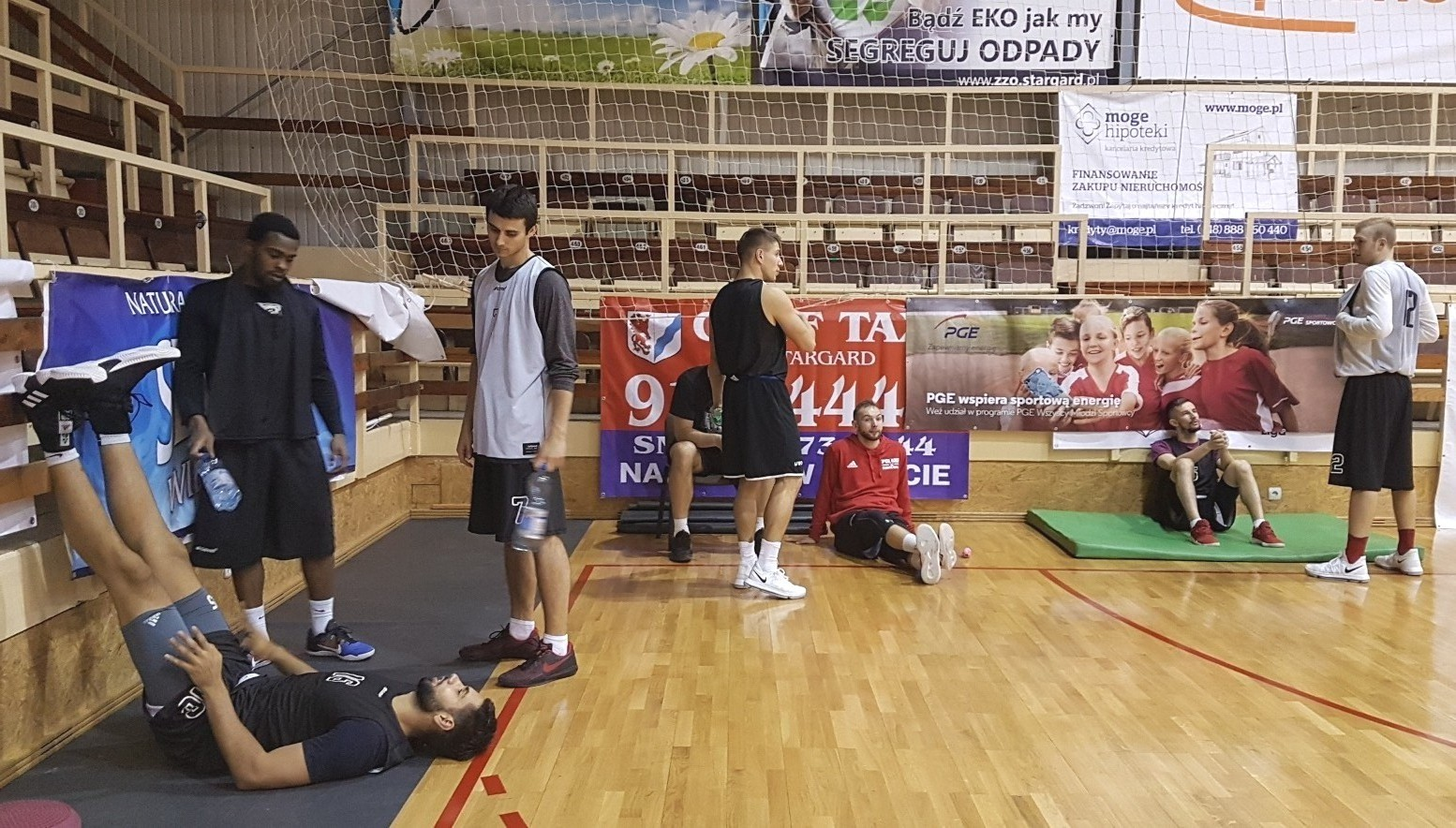
Spójnia i Shene Richards (29.11.2018)

    - debiutantów MAAC (2013)